# V612 Возничего
V612 Возничего (лат. V612 Aurigae) — двойная затменная переменная звезда типа Алголя (EA) в созвездии Возничего на расстоянии приблизительно 2928 световых лет (около 898 парсеков) от Солнца. Видимая звёздная величина звезды — от +13,8m до +13m. Орбитальный период — около 1,6613 суток.

## Характеристики
Первый компонент — жёлто-белая звезда спектрального класса F5-F6. Радиус — около 1,77 солнечного, светимость — около 3,44 солнечных. Эффективная температура — около 5902 K.